# Corseas
Corseas o Corsea (en griego antiguo: Κορσεία) es el nombre de una antigua ciudad griega que perteneció en algunos periodos históricos a Lócride y en otros a Beocia.
Pausanias la ubica pasado el monte en lo alto del cual estaba la ciudad de Cirtones. Junto a Corsea había un bosque sagrado de árboles silvestres, sobre todo de tejos, con una pequeña imagen de Hermes al aire libre. Esta imagen estaba a medio estadio de Corsea.
Quedan restos del recinto amurallado y de tres torres que han sido estudiados por Fossey.